# Yobouébo
Yobouébo est un village de Côte d'Ivoire, situé dans le département de Toumodi.
Après la destruction de la clôture de la réserve d'Aboukouamékro en 2002, le village subit des dégâts par les éléphants échappés de cette réserve entre 2014 et 2017. Après une assemblée générale en 2017, Yobouébo fait partie des 22 villages à demander une restitution de terres considérées « spoliées » par l'état ivoirien pour permettre la construction de cette réserve.
Il a été raccordé à la distribution d'électricité en avril 2024, notamment pour ce qui concerne son école primaire, son dispensaire rural, et ses trois pompes Hva.